# Guy Evéquoz
Guy Evéquoz (20 aprile 1952) è un ex schermidore svizzero, vincitore di una medaglia d'argento nella scherma ai giochi olimpici.